# 萊克赫斯特鎮區 (北達科他州麥克亨利縣)
萊克赫斯特鎮區（英語：Lake Hester Township）是位於美國北達科他州麥克亨利縣的一個鎮區。

## 地方資料
萊克赫斯特鎮區的面積為93.14平方千米，當中陸地面積為92.39平方千米，而水域面積為0.75平方千米。根據2020年美國人口普查的數據，當地共有人口48人，而人口密度為每平方千米0.52人。